# شمشیر غریبه
«شمشیر غریبه» (انگلیسی: Sword of the Stranger) نام یک انیمهٔ سینمایی ژاپنی به کارگردانی ماساهیرو آندو است که در سال ۲۰۰۷ منتشر شد. این انیمیشن در استودیوی بونز ساخته شده است. این فیلم به دنبال کوتارو آمده است، یک گروه شمشیر زن از دودمان مینگ چین یک پسر جوان را به دلایل اسرارآمیزی می‌ربایند. یک نفر از اهالی باختری (چین) به نام Luo-Lang نیز در میان گروه هست که تنها آرزویش پیدا کردن رقیبی جنگی است. کوتارو و سگش یک جنگجوی رونین گمنام را ملاقات می‌کنند که به آن‌ها می‌گوید نبایستی شمشیر بکشند. وقتی دودمان مینگ با یک ژنرال مغرور سن‌گوکویی وارد جنگ می‌شوند، پیوند بین کوتارو و جنگجوی گمنام در معرض آزمون قرار می‌گیرد.

## شخصیت‌ها
از صداپیشگان ژاپنی آن می‌توان به کو ایچی یامادرا و نائوتو تاکناکا اشاره کرد.

## انتشار
در ۲۹ سپتامبر ۲۰۰۷ شمشیر غریبه در تئاترهای ژاپن پخش شد. در ۱۱ آپریل ۲۰۰۸ دی‌وی‌دی و بلوری‌های آن به طور منظم و در نسخه‌های محدود پخش شد. اولین پخش فیلم در ایالات متحده در ۱۵ فبروری ۲۰۰۸ بود. دوبله آن توسط استودیوی Ocean Studios در بریتیش کلمبیا و توزیع آن توسط Bandai Visual انجام شد. پخش دوبله انگلیسی در دی‌وی‌دی و بلوری در ۱۶ جون ۲۰۰۹ انجام شد. شرکت آمریکایی Funimation در گردهمایی پویانمایی Otakon 2016 اعلام کرد حقوق مربوط به فیلم را کسب کرده است و در ۸ نوومبر اقدام به پخش فیلم بر روی دی‌وی‌دی و بلوری خواهد کرد .